# Horakiella
Horakiella es un género de hongo en la familia Sclerodermataceae que contiene dos especies  H.clelandii y H. watarrkana.

## Especies
- Horakiella clelandii
- Horakiella watarrkana